# Principe van Saint Venant

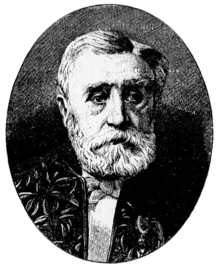
Adhémar Jean Claude Barré de Saint-Venant

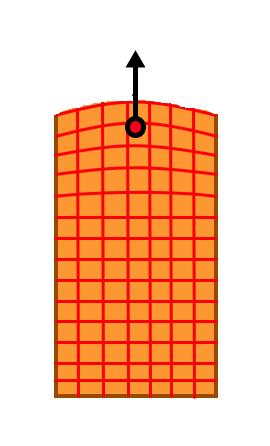
Schets ter illustratie van het principe van Saint-Venant. Weg van de inklemming heeft het raster geassocieerd aan het continuüm een uniforme verdeling.

Het principe van Saint-Venant is een principe uit de continuümmechanica. Het stelt dat het effect van het aanbrengen van een belasting verdwijnt doorheen het belaste proefstuk. Indien aan het proefstuk een raster wordt geassocieerd, zal het raster in de buurt van de inklemming vervormd zijn door de lokale spanningsconcentratie. Een aanvaardbare benadering is dat na een afstand, ongeveer even groot als de grootste dimensie van het belaste oppervlak, het raster weer een uniforme verdeling vertoont. Dit komt erop neer dat voor twee verschillende belastingsystemen die in hetzelfde gebied op het proefstuk inwerken en die een statisch equivalente resultante vertonen, dezelfde spanning-rek verdeling wordt bekomen. De wetenschapper die achter deze stelling staat is Adhémar Jean Claude Barré de Saint-Venant.